# Clitocybula grisella
Clitocybula grisella är en svampart som först beskrevs av G. Stev. & G.M. Taylor, och fick sitt nu gällande namn av E. Horak 1971. Clitocybula grisella ingår i släktet Clitocybula och familjen Marasmiaceae.   Inga underarter finns listade i Catalogue of Life.